# Euproctis chionea
Euproctis chionea är en fjärilsart som beskrevs av Collenette 1956. Euproctis chionea ingår i släktet Euproctis och familjen tofsspinnare. Inga underarter finns listade i Catalogue of Life.